# 鹅湖书院
28°15′31″N 117°48′52″E / 28.25861°N 117.81444°E
鹅湖书院位于中国江西省上饶市铅山县鹅湖镇境内，地处鹅湖山北麓，距河口镇约15千米，1957年被列为第一批江西省文物保护单位，2006年被列为第六批全国重点文物保护单位。
鵝湖山上有湖，多生荷花，故名「荷湖」。東晉時龔氏居山蓄雙鵝，育子數百，羽翮成乃去，改名「鵝湖」。唐大曆年間，大義禪師駐山中，在山麓建仁壽院，後因山名而改稱鵝湖寺。佛門稱禪師為「信州鵝湖大義禪師」或「鵝湖大義禪師」。
南宋淳熙二年（1175年），朱熹、吕祖谦、陆九渊、陆九龄等人在此聚会讲学，史称“鹅湖之会”。后人在此建“四贤祠”。南宋淳祐十年（1250年），改名为“文宗书院”。元皇庆二年（1313年），增建“会元堂”。明景泰年间又重修扩建，并正式定名“鹅湖书院”。清康熙五十六年（1717年）新筑山门、牌坊、大堂、泮池、拱桥、碑亭、御书楼等建筑。
陆游、辛弃疾、杨廷麟、蒋士铨等人都曾到此游览。

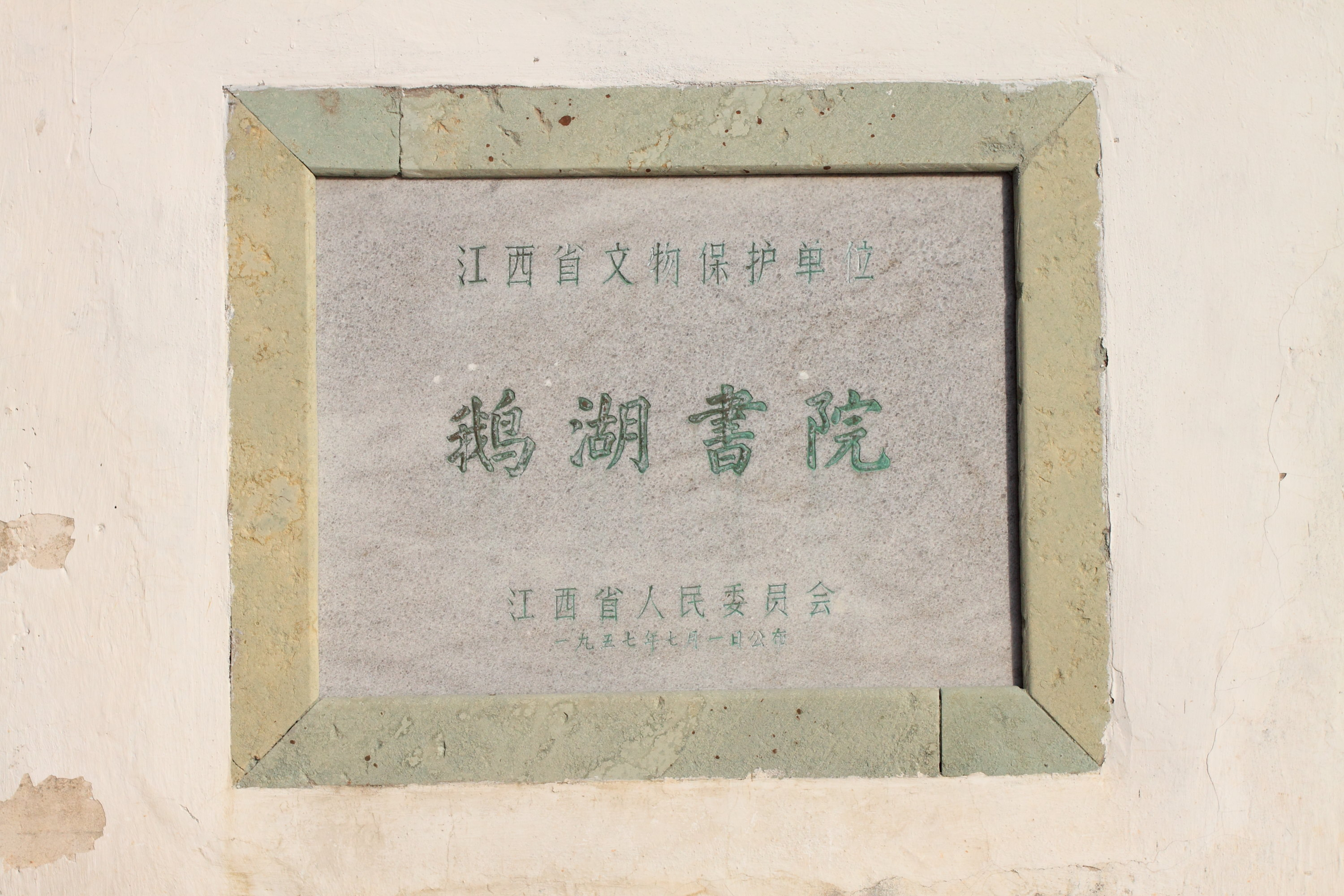
江西省文物保护单位
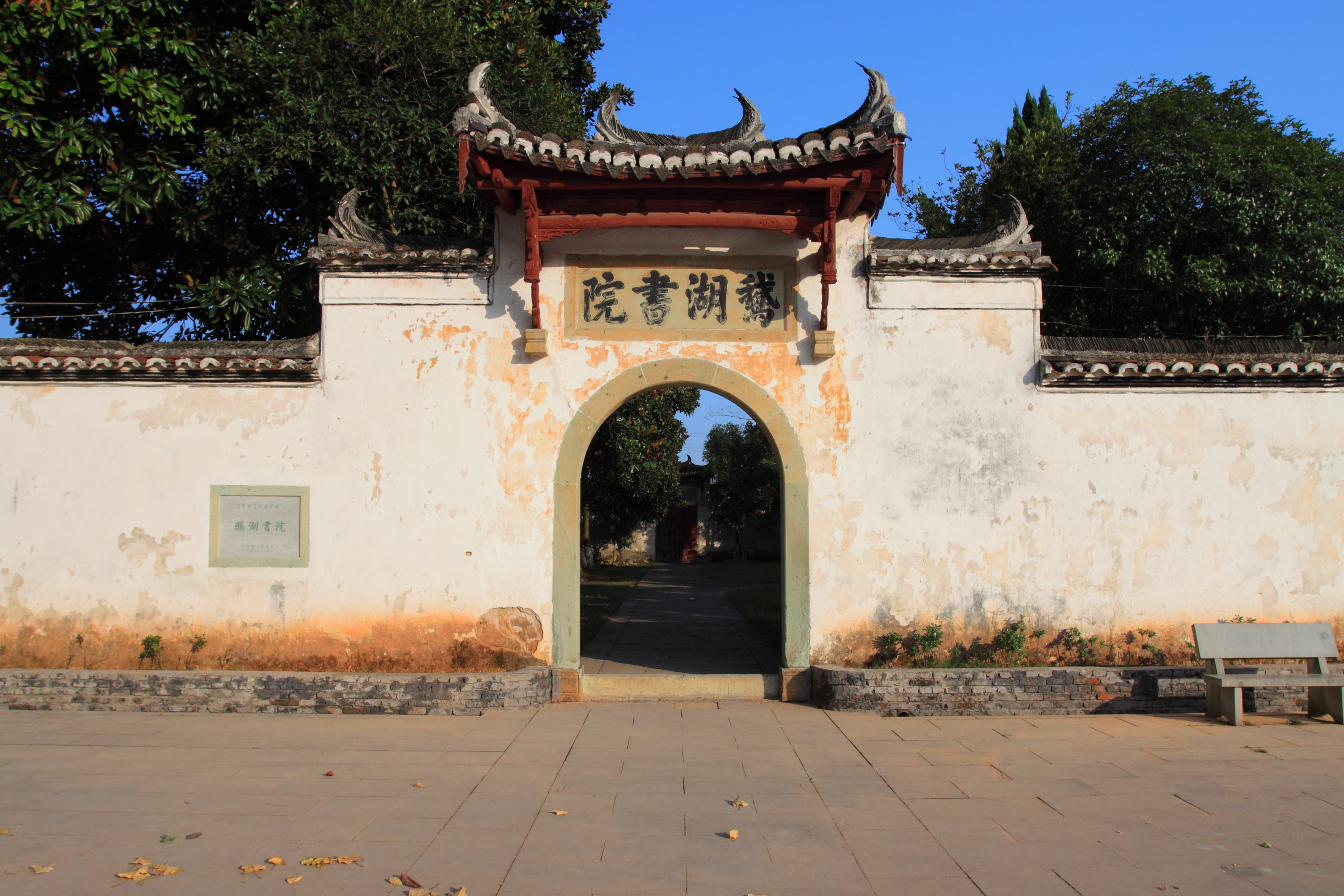
大门
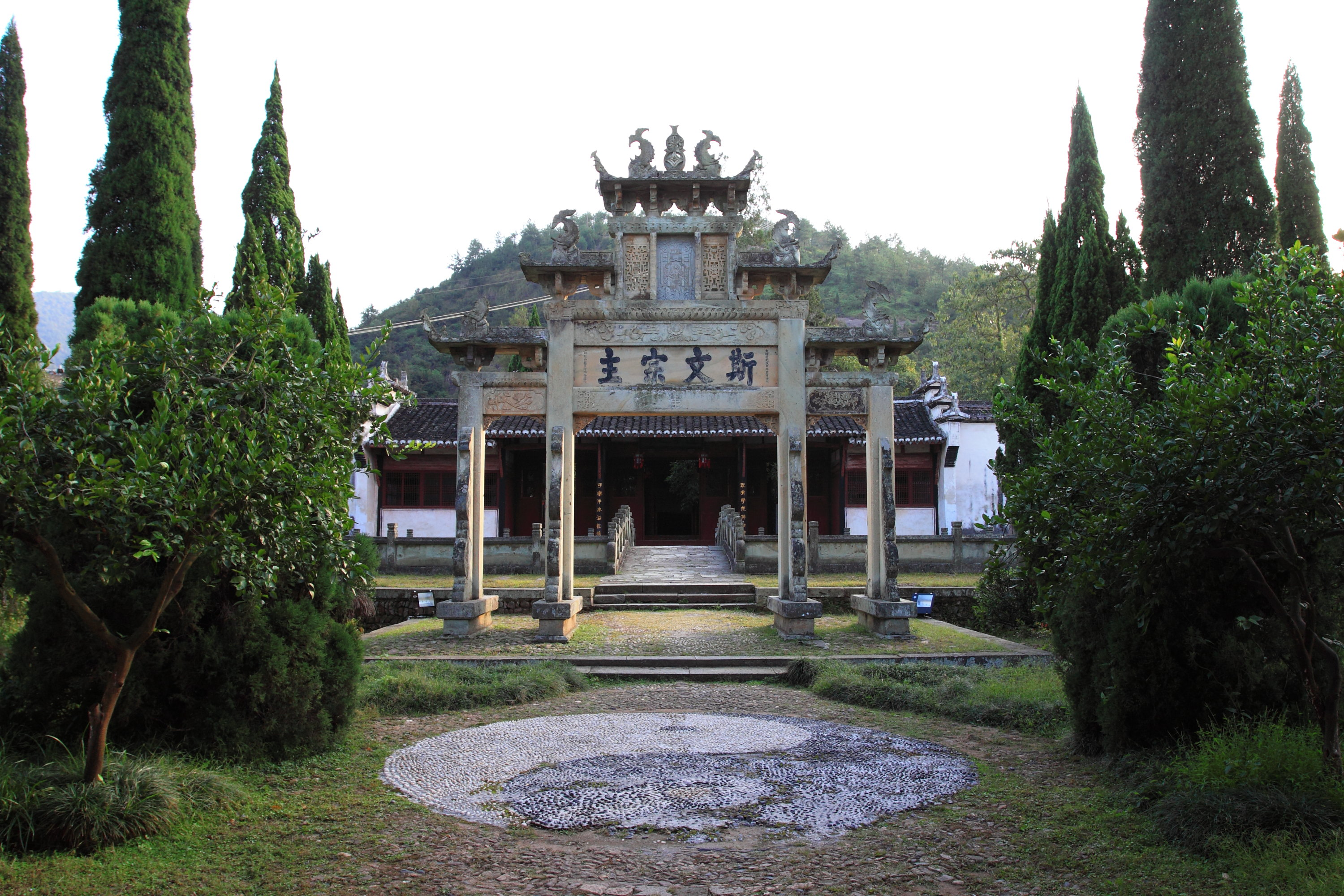
石牌坊
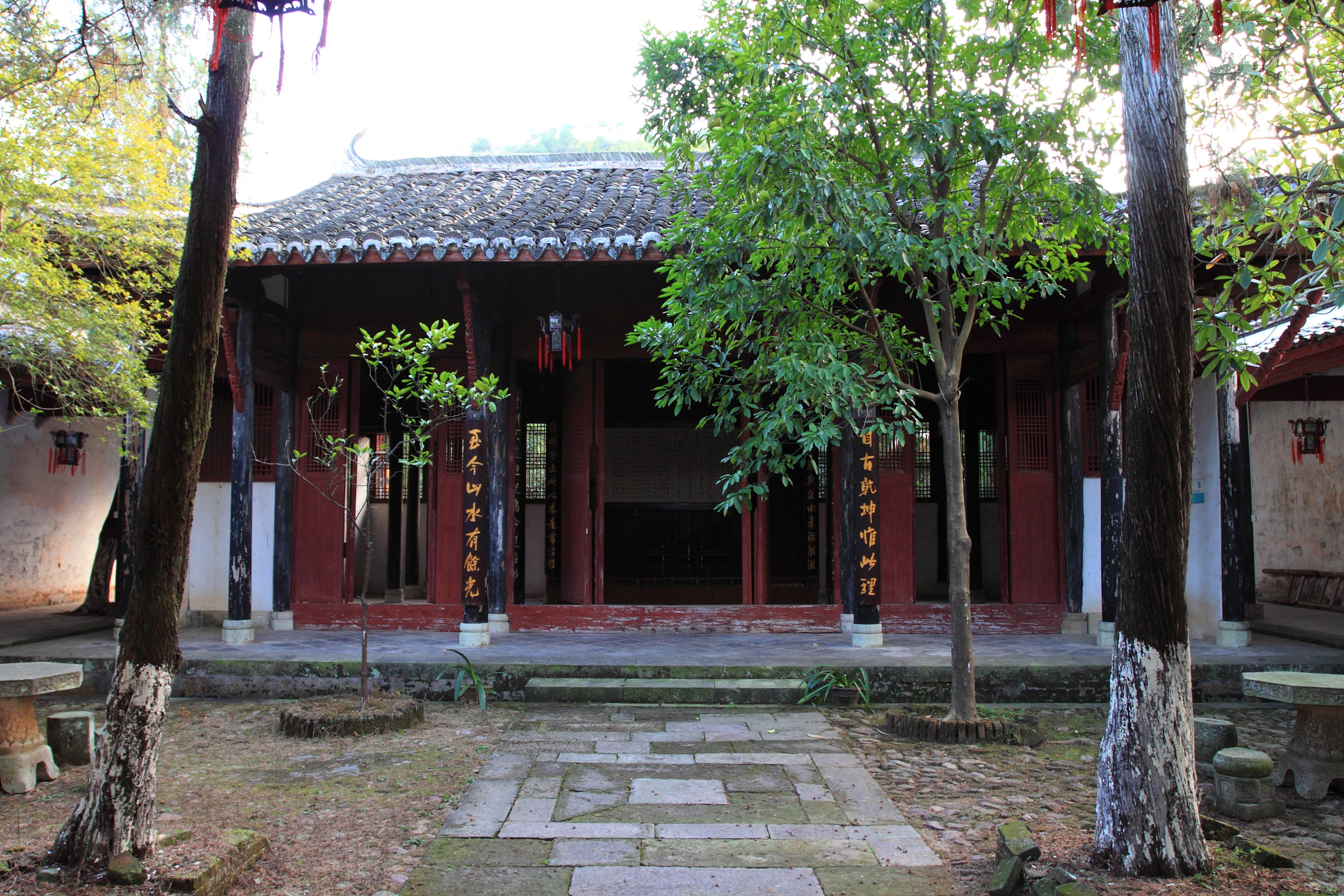
讲堂
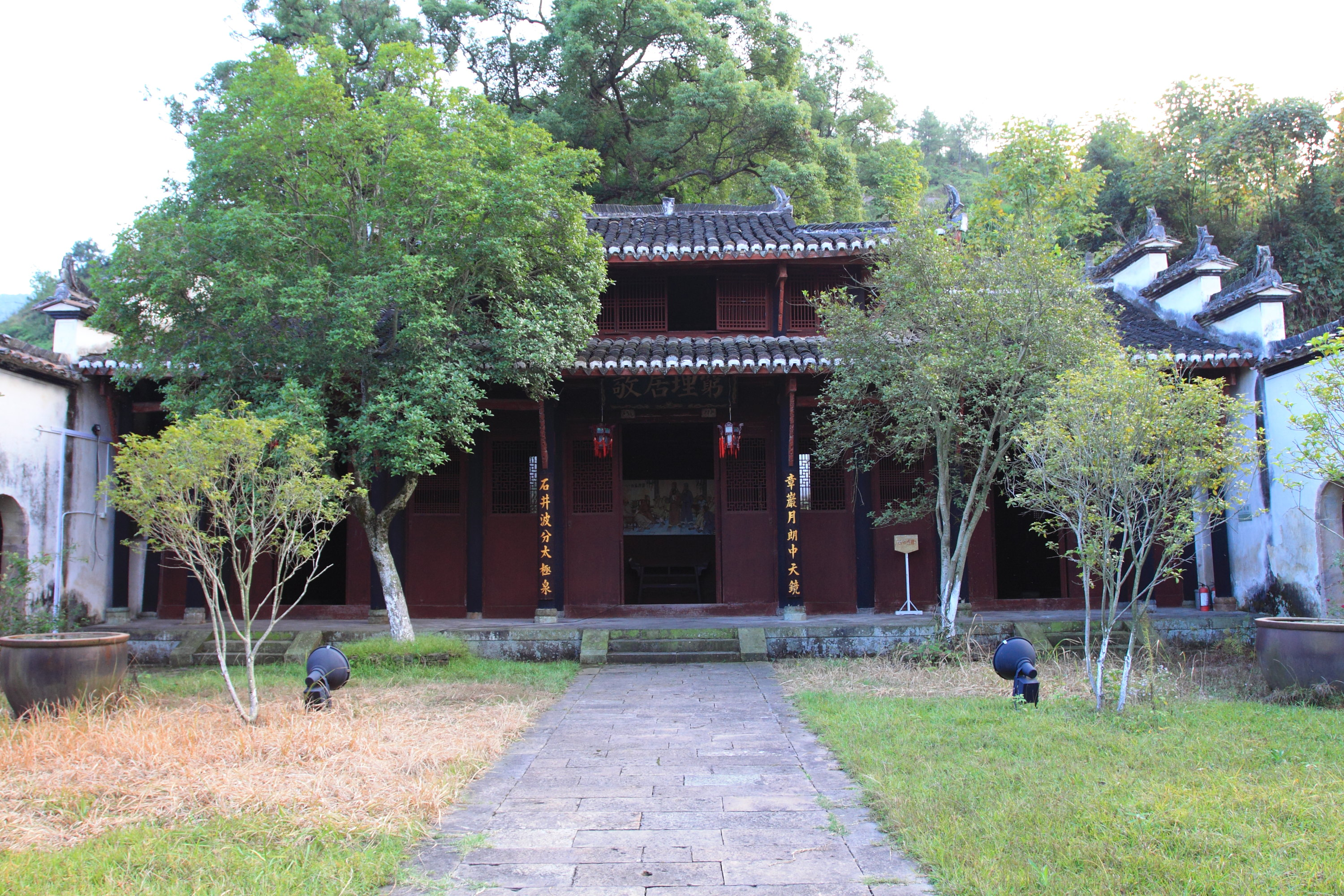
御书楼
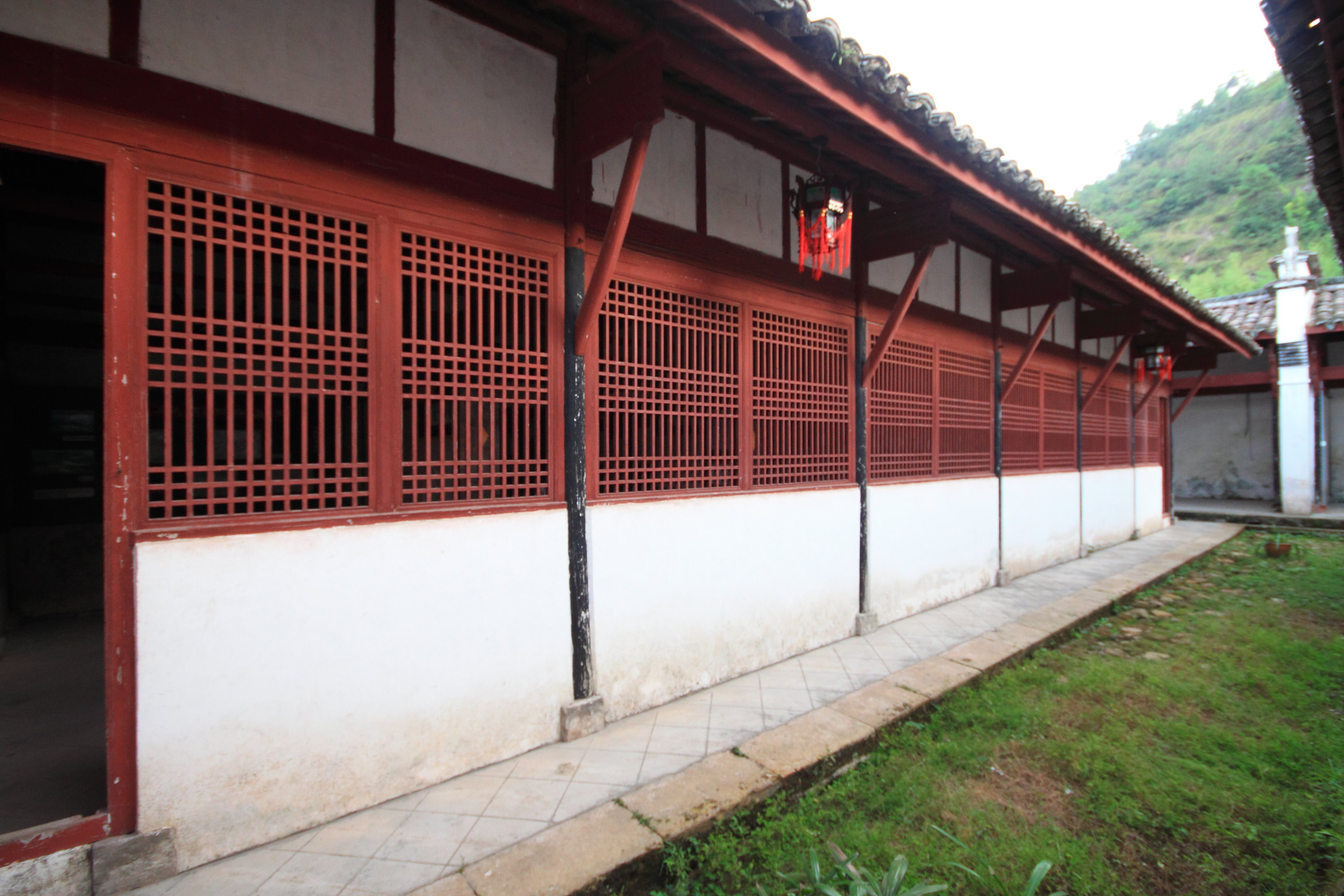
号舍